# ［Alexandros］
[Alexandros]（アレキサンドロス）は、日本のロックバンド。所属事務所はUKプロジェクト。レーベルはユニバーサルミュージックジャパンの社内レーベルであるPolydor RecordsおよびRX-RECORDS。2014年3月までのバンド名は、[Champagne]（シャンペイン）。

## 概要
2001年、川上洋平が中心となり「[Champagne]」を結成。結成当時の初期のメンバーから磯部は参加していた。その後何度かメンバー編成をし、2010年に川上、白井、磯部、石川(当時のドラマー)でRX-RECORDSからデビューし、2014年に「[Alexandros]」に改名した。2015年3月18日、シングル『ワタリドリ/Dracula La』でユニバーサルJよりメジャーデビュー。
旧バンド名の[Champagne]には「そこに居るお客さん、スタッフさん、自分達、全ての人達に音のアルコール分が行き渡り、音に酔って欲しい」という思いが込められている。しかし、これは後付けであり、元々の由来はOasisの「Champagne Supernova」から拝借している。一方川上のブログでは、小学5年生の時に｢なんだかわからないけどカッコイイ｣という軽い気持ちで名付けたと語っている。川上がシリア在住時代に組んだバンド名は既に[Champagne]であった。
略称は「ドロス」、「アレキ」。

## 略歴

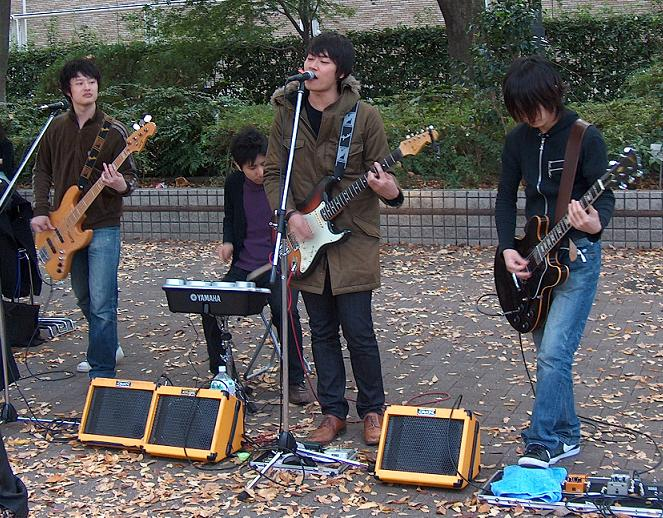
[Champagne]（2007年11月）

2001年、川上洋平が青山学院大学にてバンドを結成。このころから磯部と共にバンド活動を続けてきた。
2010年1月20日、1stアルバム『Where's My Potato?』をRX-RECORDSからリリースしデビュー。
2014年3月25日、EX THEATER ROPPONGIにて開催された「Premium V.I.P. Party」で、バンド名[Champagne]を改名することを発表した。理由は「シャンパーニュ地方ワイン生産同業委員会」（C.I.V.C.）日本支局からの要請を受けたことによる。新バンド名は3月28日、初の日本武道館公演で[Alexandros]と発表された。また、これまで[Champagne]名義で販売されていた作品も全て[Alexandros]名義に変更されて再発売されている。
2014年11月28日、 ユニバーサルミュージックとグローバル契約を締結し、パートナーシップを結んだことを発表。
2015年3月17日、映画『明烏』の主題歌「ワタリドリ」が収録されているシングル『ワタリドリ/Dracula La』をユニバーサルJよりリリースし、メジャーデビュー。また、「ワタリドリ」のミュージック・ビデオは、2019年8月7日にYouTube再生数1億回再生を突破。

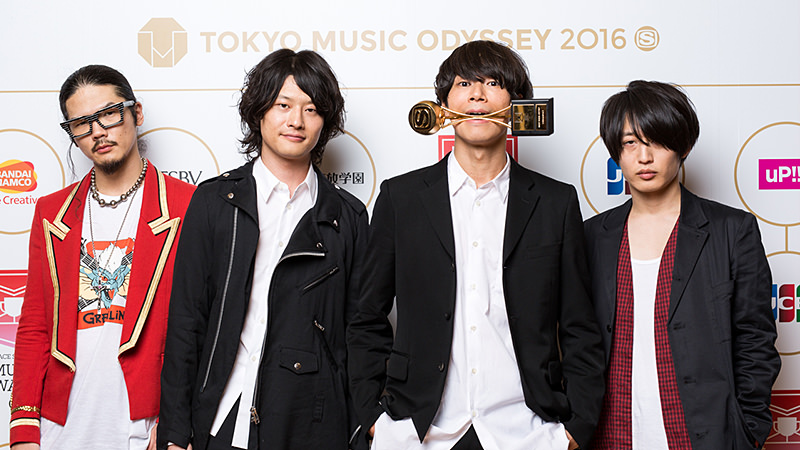
2016年、「TOKYO MUSIC ODYSSEY 2016」にて

2016年11月9日、6枚目のオリジナルアルバム『EXIST!』で初のオリコンチャート1位を獲得。
2018年3月14日、同年5月23日に当時はまだタイトルは発表していなかった16thシングル『KABUTO』発売を発表すると同時に、バンド名表記をすべてラテン文字の大文字表記[ALEXANDROS]に変更したことも発表した 。前述の改名とは異なり、「気分で大文字にした」と川上は自身がレギュラー出演するラジオ番組で語っている。
2018年8月16日、ZOZOマリンスタジアムにて初の野外ワンマンライブ『V.I.P. PARTY 2018』を敢行。
2019年6月19日、庄村聡泰(Dr.)が局所性ジストニアのためライブ活動を休止することを発表。サポートはBIGMAMAのリアド偉武が務めることとなった。
2020年1月1日、新しいバンドロゴの発表と同時に表記が[ALEXANDROS]から[Alexandros]の小文字名義に戻された。
2020年1月24日、前年6月19日より局所性ジストニアのため活動を休止していた庄村聡泰(Dr.)が、5月にリリース予定のベスト・アルバムを最後にバンドから勇退することが発表された。なお、同日の21:00にYouTube公式チャンネルにおいて、庄村の勇退についてのメンバーからの報告の模様が生配信された。しかし、新型コロナウイルスによる緊急事態宣言のため、アルバム発売が2021年1月に延期されたことにより、庄村の勇退も延期。さらに、2021年1月から緊急事態宣言が再発令されたため、アルバム発売も庄村の勇退も同年3月に再延期となった。
2021年4月10日、サポートを務めていたリアド偉武が新メンバーとして加入。
2024年10月26日(土)・27日(日)、[Alexandros]メンバー川上と白井の出身地であり、市制施行70周年を迎える相模原市の相模原ギオンフィールドで初主催の「THIS FES'24 in Sagamihara」が開催された。

## メンバー

### 現メンバー
※特記がない限り、公式サイトの「BIOGRAPHY」に準拠。
川上 洋平（かわかみ ようへい、1982年6月22日生まれ） - ボーカル、ギター

青山学院大学法学部卒業。
バンドのほぼ全曲の作詞・作曲を担当している。
シリア育ちで、中東訛りの英語と日本語を使い分けて歌っている。
磯部 寛之（いそべ ひろゆき、1982年12月29日生まれ） - ベース、コーラス

青山学院大学法学部卒業。
15歳の時に友人が目の前でベースを弾いているのを見て、「なんかカッコいいなと思った」ことからベースを始めた。
白井 眞輝（しらい まさき、1982年12月12日生まれ） - ギター
尚美ミュージックカレッジ専門学校 プロミュージシャン学科卒業生。
2020年4月16日にYouTubeチャンネルを開設。
2022年12月30日、2021年に結婚し2022年に第1子が誕生したことを報告した。
リアド 偉武（リアド いぶ、1985年10月25日生まれ） - ドラムス
2019年、前任である庄村が活動休止して以降、サポートメンバーとして参加。
2020年5月、当時所属していたBIGMAMAを脱退。
2021年4月10日、正規メンバーとして加入。

### 元メンバー
石川 博基（いしかわ ひろき、1982年9月22日生まれ） - ドラムス
2010年3月1日に脱退。川上達と苦楽を共にしている。
「For Freedom」などの初期のMVに出演しているほか、1stアルバム『Where's My Potato?』の裏ジャケットに写っている。
庄村 聡泰（しょうむら さとやす、1984年3月21日生まれ） - ドラムス
2010年4月1日に正式メンバーとして加入。
2019年6月より局所性ジストニアによりライブ活動を休止し、2020年1月24日に同年5月のベスト・アルバムの発売をもって勇退することを発表。2021年3月20日と21日に幕張メッセ国際展示場9-11ホールで開催されたデビュー10周年記念ライブがラストライブとなった。
2021年、ファッションスタイリストやバイヤーらとともに、ファッションプロジェクト「スナック NGL」を始動。同年、ぴあのウェブサイトおよびアプリにて庄村がライターを担当するインタビューシリーズ「キキミミ」が始動。
2024年よりDr.DOWNERにメンバーとして加入。

### サポート
ROSE（ロゼ） - キーボード
THE LED SNAILのメンバーで、同バンドでもキーボードを担当。
MULLON（マロン） - ギター
THE LED SNAILのメンバーで、同バンドではボーカルとギターを担当。

## ディスコグラフィ

### CDシングル
1. city
2. You're So Sweet & I Love You
3. 言え
4. spy
5. Kill Me If You Can
6. Starrrrrrr/涙がこぼれそう
7. Forever Young
8. Run Away/Oblivion
9. Adventure/Droshky!
10. ワタリドリ/Dracula La
11. Girl A
12. NEW WALL/I want u to love me
13. Swan
14. SNOW SOUND/今まで君が泣いた分取り戻そう
15. 明日、また
16. KABUTO
17. Mosquito Bite
18. Beast
19. 閃光
20. Rock The World/日々、織々
21. SINGLE 1
22. SINGLE 2
23. SINGLE 3

### 配信限定シングル
1. Pray
2. 月色ホライズン
3. あまりにも素敵な夜だから
4. Philosophy (18祭 Mix)
5. 閃光 (Deluxe Edition)
6. 無心拍数
7. 閃光 (Live at よよたい)
8. 閃光 (TeddyLoid Remix)
9. VANILLA SKY
10. todayyyyy

### スタジオ・アルバム
1. Where's My Potato?
2. I Wanna Go To Hawaii.
3. Schwarzenegger
4. Me No Do Karate.
5. ALXD
6. EXIST!
7. Sleepless in Brooklyn
8. But wait. Cats?
9. PROVOKE

### ベスト・アルバム
1. Where's My History?

### コンセプト・アルバム
1. Bedroom Joule

## タイアップ
書き下ろしや既存曲の使用など決まりはない。
| 曲名                           | タイアップ |
| ------------------------------ | --- |
| Busy Dragon Playing            | TOKYO FM『RADIO DRAGON』オープニングテーマ                                                                                   |
| starrrrrrr                     | ゲロルシュタイナー「GEROCK」コラボ曲                                                                                         |
| Run Away                       | NIKE+FUELBAND SE タイアップ曲                                                                                                |
| Oblivion                       | LITHIUM HOMME 2013 AWコレクションテーマ                                                                                      |
| Adventure                      | スカパー!「世界で活躍する日本人篇」全国TVCMソング                                                                            |
| Droshky!                       | スカパー!「小野加入!コンサドーレ札幌篇」北海道地区TVCMソング                                                                 |
| ワタリドリ                     | ショウゲート配給映画『明烏』主題歌                                                                                           |
| ワタリドリ                     | アサヒビール「アサヒ ザ・ドリーム」CMソング                                                                                  |
| ワタリドリ                     | ユニバーサル・スタジオ・ジャパン『ハリウッド・ドリーム・ザ・ライド』2016年4月期 BGM                                          |
| ワタリドリ                     | SUBARU『XV』CMソング |
| ワタリドリ                     | プラネタリウム『スターサファリ アフリカ・星降る動物の楽園 with [Alexandros]』オープニング曲                                  |
| ワタリドリ                     | アーケードゲーム『太鼓の達人 レッドVer.』収録曲                                                                              |
| ワタリドリ                     | 小田急相模大野駅接近メロディー                                                                                               |
| Dracula La                     | MBS・TBS系ドラマ『女くどき飯』主題歌                                                                                         |
| アルバム『ALXD』収録曲ほか     | フジテレビ系ドラマ『She』劇中音楽全編                                                                                        |
| Girl A                         | 関西テレビ/フジテレビ系ドラマ『サイレーン 刑事×彼女×完全悪女』オープニングテーマ                                             |
| NEW WALL                       | バンダイナムコスマホゲーム『テイルズ オブ ザ レイズ』テーマソング                                                            |
| I want u to love me            | MBS/TBS系ドラマ『女くどき飯 Season2』主題歌                                                                                  |
| I want u to love me            | NEC『LAVIE』TV-CMソング |
| I want u to love me            | 『KKBOX』TV-CMソング |
| Swan                           | 関西テレビ/フジテレビ系ドラマ『ON 異常犯罪捜査官・藤堂比奈子』主題歌                                                         |
| Nawe, Nawe                     | ワーナー・ブラザース配給映画『ターザン:REBORN』日本語吹替版主題歌                                                            |
| ムーンソング                   | ユニバーサル・スタジオ・ジャパン『ハリウッド・ドリーム・ザ・ライド』BGM                                                      |
| ムーンソング                   | 三井住友カード Apple Pay CMソング                                                                                            |
| Feel like                      | GLOBAL WORK 2016年秋冬CMソング                                                                                               |
| Aoyama                         | オーディオテクニカ Sound Reality seriesワイヤレスヘッドホンコラボムービー曲                                                  |
| Buzz Off!                      | NTTドコモ「ドコモの学割『アヤノサンドロス?』篇」CMソング                                                                     |
| 今まで君が泣いた分取り戻そう   | ショウゲート配給映画『きょうのキラ君』主題歌                                                                                 |
| SNOW SOUND                     | JR東日本「JR SKISKI」CMソング                                                                                                |
| 明日、また                     | クロレッツ『「スッキリと、前へ。」篇』 CMソング                                                                              |
| I Don't Believe In You         | 「MINI SOUTHWARK」CMソング                                                                                                   |
| ハナウタ                       | 東京メトロ「Find my Tokyo」CMソング                                                                                          |
| ハナウタ                       | プラネタリウム「スターサファリ アフリカ・星降る動物の楽園 with[ALEXANDROS]」挿入歌                                           |
| Follow Me                      | 国際工科専門職大学CMソング                                                                                                   |
| Mosquito Bite                  | ワーナー・ブラザース配給映画『BLEACH 死神代行篇』主題歌                                                                      |
| MILK                           | ワーナー・ブラザース配給映画『BLEACH 死神代行篇』挿入歌                                                                      |
| アルペジオ                     | PlayStation 4用ゲームソフト『JUDGE EYES:死神の遺言』主題歌                                                                   |
| Your Song                      | PlayStation 4用ゲームソフト『JUDGE EYES:死神の遺言』挿入歌                                                                   |
| FISH TACOS PARTY               | AbemaTV 将棋「第2回AbemaTVトーナメント」オープニングテーマ                                                                   |
| Pray                           | 東宝配給映画『ゴジラ キング・オブ・モンスターズ』日本語吹替版主題歌                                                          |
| 月色ホライズン                 | 日本コカ・コーラ「アクエリアス」『全力って、おいしい。』篇 CMソング                                                          |
| あまりにも素敵な夜だから       | NHK ドラマ10『ミス・ジコチョー〜天才・天ノ教授の調査ファイル〜』主題歌                                                       |
| Philosophy                     | NHK『[ALEXANDROS] 18祭』制作曲                                                                                               |
| 0.5                            | NHK『[ALEXANDROS] 18祭』制作曲                                                                                               |
| Beast                          | ワーナー・ブラザース配給映画『ドクター・デスの遺産-BLACK FILE-』主題歌                                                       |
| 風になって                     | SUBARU「XV」CMソング |
| rooftop                        | LINE NEWS VISION ショートムービー『夢で会えても』テーマソング                                                                |
| 閃光                           | 松竹配給劇場アニメ『機動戦士ガンダム 閃光のハサウェイ』主題歌                                                                |
| 閃光 (English ver.)            | 松竹配給劇場アニメ『機動戦士ガンダム 閃光のハサウェイ』海外版主題歌                                                          |
| Rock The World                 | KADOKAWA配給劇場アニメ『グッバイ、ドン・グリーズ!』主題歌                                                                    |
| Rock The World                 | イフイング『TOKIOインカラミ』「トップアスリート篇」CMソング                                                                  |
| 日々、織々                     | Panasonic × Kao『#センタクプロジェクト』CMテーマソング                                                                       |
| 日々、織々                     | Panasonic 『#それぞれのセンタク』CMテーマソング&CM出演                                                                       |
| 無心拍数                       | NHK Eテレテレビアニメ『アオアシ』第1クールオープニングテーマ                                                                 |
| Baby's Alright                 | テレビ朝日系木曜ドラマ『六本木クラス』主題歌                                                                                 |
| クラッシュ                     | ソニー・ピクチャーズ エンタテインメント配給映画『バイオレンスアクション』主題歌                                              |
| どーでもいいから               | YouTube『YouTube Premium』「2022年夏のキャンペーン」CMソング                                                                 |
| we are still kids & stray cats | イフイング『TOKIOインカラミ』「トップアスリート篇」CMソング                                                                  |
| de Mexico                      | ワイルドターキー「TRUST YOUR SPIRIT」CMソング                                                                                |
| todayyyyy                      | スマートフォンゲーム『モンスターストライク』新春! 特別おまけ付き 超・獣神祭限定キャラクター “マサムネ”コラボレーションソング |
| todayyyyy                      | モンスターストライク 配信アニメ『マサムネ -使命の赤き刃-』主題歌                                                             |
| アフタースクール               | テレ東系「WBS ワールドビジネスサテライト」エンディングテーマ曲                                                               |
| Boy Fearless                   | 映画『Cloud クラウド』インスパイアソング                                                                                     |
| Backseat                       | 江崎グリコ『ポッキー』タイアップ曲                                                                                           |
| ユリウス                       | WOWOW連続ドラマW『ゴールデンカムイ -北海道刺青囚人争奪編-』第2話エンディングテーマ                                           |
| 金字塔                         | テレビ朝日系木曜ドラマ『プライベートバンカー』主題歌                                                                         |
| 超える                         | TBS系アニメ『ウマ娘 シンデレラグレイ』第1クールオープニング主題歌                                                            |
| Ash                            | TVアニメ『鬼人幻燈抄 -幕末編-』第2クールオープニング主題歌                                                                   |

## ミュージック・ビデオ
一部を除くが、各ミュージックビデオの最後には30秒程度のオマケ映像が付けられている。
| 監督                  | 曲名 |
| --------------------- | --- |
| かとうみさと          | 「Feel like」「Kaiju」「SNOW SOUND」 (SNOW SOUNDのクリエイティブディレクターは東市篤憲) |
| 五十嵐耕平            | 「Swan」 |
| 板垣洋好              | 「Stimulator」 |
| 大喜多正毅            | 「NEW WALL」 |
| 大久保拓朗            | 「Girl A」「Pray」 |
| 菊池久志              | 「ワタリドリ」「Dracula La」 |
| 木本健太              | 「Forever Young」 |
| 清家崇人              | 「Cat 2」「Waitress, Waitress! from「I thought it was only one day」」 |
| 瀬里義治              | 「Kids」「Kick & Spin 」「Run Away」「Droshky! 」「Famous Day」「Dog3」 |
| 千田一騎              | 「For Freedom」「city」「言え」「spy」「You're So Sweet & I Love You」「 Rocknrolla !」「 Rocknrolla ! (サーモグラフィ Ver.) 」「Kids」「Waitress, Waitress! 」「涙がこぼれそう」「閃光」「Rock The World」 |
| 千田一騎 feat . Y . A | 「Kill Me If You Can」 |
| 田辺秀伸              | 「Adventure」「Philosophy」 |
| 藤安広人              | 「Oblivion (feat.LITHIUM HOMME) 」 |
| ムラカミタツヤ        | 「 starrrrrrr feat . GEROCK 」 |
| tatsuaki              | 「ムーンソング」 |
| 飯島和良              | 「Boo! from「live at Makuhari Messe 2015.12.19」」「ワタリドリ (Premium V.I.P. Party 2017)」 |
| Toru Nomura           | 「NEW WALL from「live at Makuhari Messe 2017」」 |
| bait                  | 「明日、また」 |
| 野村徹                | 「I Don’t Believe In You (Lyric Video )」 |
| フカツマサカズ        | 「KABUTO」 |
| Ryan Valdez           | 「Mosquito Bite」 |
| 白石剛浩              | 「アルペジオ」 |
| 新保拓人              | 「月色ホライズン」「あまりにも素敵な夜だから」 |
| Nasty Men$ah          | 「Beast」 |
| 中澤太                | 「風になって」 |
| 今原電気              | 「日々、織々」「Baby's Alright」「クラッシュ(Visualizer)」「we are still kids & stray cats(Visualizer)」 |
| 濵田明日也            | 「どーでもいいから」 |
| WurtS                 | 「VANILLA SKY (feat.WurtS)」 |
| 柿本ケンサク          | 「todayyyyy」 |
| 山口保幸              | 「冷めちゃう」(基本構成を担当、セリフや感情表現は川上洋平が加筆しシナリオを完成させた) |
| 井上青                | 「Backseat」 |
| YDC                   | 「Boy Fearless」 |

## 出演

### テレビ番組
- Welcome![Alexandros](改名以前：Welcome![Champagne]) （2013年6月 - 2017年3月、スペースシャワーTV ）
- [ALEXANDROS]18祭 〜1000人のPhilosophy〜 （2019年12月21日、NHK総合 ）

### ラジオ
- （2013年4月 - 2014年3月、ZIP-FM） FIND OUT ※磯部のみ
- （2015年9月 - 2016年6月、オーストラリアの公共放送局SBS ）"SBS PopAsia"「J-Rock Sessions」※川上、磯部による全編英語での放送
- （2021年4月3日〜 、TOKYO FM）「おと、をかし」[注釈 3] ※川上のみ
- （2021年4月25日〜 、ZIP-FM）Panasonic presents 「GORILLA RADIOGORILLA RADIO」※磯部のみ[84]

- 2023年4月30日（生放送）『あなたがライブに求めるモノ・コトは!?』

### CM
- ドコモの学割「アヤノサンドロス？」篇（2017年、NTTドコモ ）[47]
- 浅草 ワクワクする遊びが生まれ続ける篇（2018年、東京メトロ ）[52]
- Panasonic × Kao 共同プロジェクト「＃センタク」プロジェクト　「＃センタク」CM（2021年10月19日～）
- Panasonic 「＃それぞれのセンタク」CM（2022年10月19日～）
- 江崎グリコ ポッキー「ポッキーって、楽器じゃん。」篇（2024年9月13日〜）[79]

## 書籍

### 連載
- 3年[A]組 ウーハイ先生（2016年6月 - 、GiGS ）※白井のみ
- 磯部寛之の酔滴のラダー～3杯以内2軒以上～[85]（『おとなの週末』2022年09月号より開始）※磯部のみ

### エッセイ本
- GiGS Presents [Alexandros]白井眞輝 3年[A]組 ウーハイ先生（2022年7月29日）

## ライブツアー
登場SEは[Alexandros]の楽曲「Burger Queen」

## 自主企画・その他のライブ
V.I.P. PARTY 
- リリース時やバンドの節目に行われる、ファン感謝祭的スペシャルライブ。
- 2017年までの名称は"Premium V.I.P. Party"だったが、川上曰く「Premiumは言いにくいから」との理由により、現在の名称となった。

| 日程                          | 会場                    | 備考                                     |
| ----------------------------- | ----------------------- | ---------------------------------------- |
| 2012年4月4日                  | 渋谷 CLUB QUATTRO       | 『Schwarzenegger 』リリース記念          |
| 2012年4月6日                  | 心斎橋 Music Club JANUS | 『Schwarzenegger 』リリース記念          |
| 2013年7月15日                 | Zepp DiverCity          | 『 Me No Do Karate. 』リリース記念       |
| 2014年3月25日                 | EX THEATER ROPPONGI     | 3月28日の日本武道館公演での改名を発表    |
| 2015年7月17日                 | 日本武道館              |                                          |
| 2016年6月26日                 | 大阪城ホール            |                                          |
| 2017年7月2日                  | 日本ガイシホール        |                                          |
| 2018年8月16日                 | ZOZOマリンスタジアム    | 初の野外ワンマンライブ                   |
| 2019年11月30日〜2020年1月19日 | 長崎 DRUM Be-7ほか      | VIPツアー九州 〜九周年だから九州ツアー〜 |

This Fes
- 「This summer festival」というタイトルであるが、主に冬に開催されている。キャッチコピーは「日本一遅い夏フェス」。

| 日程            | 会場                             | 出演                                                                  | 備考 |
| 2010年          | 2010年                           | 2010年                                                                | 2010年 |
| --------------- | -------------------------------- | --------------------------------------------------------------------- | --- |
| 2010年 12月16日 | 渋谷 CLUB QUATTRO                | TRICERATOPS/OCEANLANE                                                 | |
| 2011年          |                                  |                                                                       | |
| 2011年 12月16日 | 赤坂BLITZ                        | Nothing's Carved In Stone/ a flood of circle                          | |
| 2012年          |                                  |                                                                       | |
| 2012年 12月09日 | 新木場STUDIO COAST               | ストレイテナー/アルカラ                                               | |
| 2014年          |                                  |                                                                       | |
| 2014年 12月16日 | Zepp Nagoya                      | KANA-BOON/ゲスの極み乙女。                                            | 初の東名阪ツアー形式での開催となる |
| 2014年 12月19日 | Zepp Tokyo                       | ORANGE RANGE/キュウソネコカミ                                         | 初の東名阪ツアー形式での開催となる |
| 2014年 12月20日 | Zepp Tokyo                       | 9mm Parabellum Bullet/クリープハイプ                                  | 初の東名阪ツアー形式での開催となる |
| 2014年 12月22日 | 湊町リバープレイス内なんばHatch  | ACIDMAN/androp                                                        | 初の東名阪ツアー形式での開催となる |
| 2020年          |                                  |                                                                       | |
| 2020年 08月14日 | Zepp Haneda                      | ［Champe］/［Alexandros］                                             | 新型コロナウイルスの影響で中止となったWhere's My Tomato Tour最終公演に代わり、政府の感染防止ガイドラインに基づき有観客・生配信との形で開催された。 |
| 2020年 08月15日 | Zepp Haneda                      | ［Alexandros］                                                        | 新型コロナウイルスの影響で中止となったWhere's My Tomato Tour最終公演に代わり、政府の感染防止ガイドラインに基づき有観客・生配信との形で開催された。 |
| 2022年          |                                  |                                                                       | |
| 2022年 4月28日  | 東京国際フォーラムホールA        | sumika                                                                | sumika初の対バン |
| 2023年          |                                  |                                                                       | |
| 2023年 5月17日  | KT Zepp Yokohama（神奈川）       | SUPER BEAVER                                                          | |
| 2023年 5月18日  | KT Zepp Yokohama（神奈川）       | Vaundy                                                                | |
| 2023年 5月26日  | Zepp Sapporo（北海道）           | Wurts                                                                 | |
| 2023年 6月14日  | Zepp Fukuoka（福岡）             | Creepy Nuts                                                           | |
| 2023年 6月15日  | Zepp Fukuoka（福岡）             | マキシマム ザ ホルモン                                                | |
| 2023年 6月22日  | Zepp Osaka Bayside（大阪）       | yama                                                                  | |
| 2023年 6月23日  | Zepp Osaka Bayside（大阪）       | WANIMA                                                                | |
| 2023年 6月29日  | Zepp Nagoya（愛知）              | WANIMA                                                                | |
| 2023年 6月29日  | Zepp Nagoya（愛知）              | go!go!vanillas                                                        | |
| 2024年          |                                  |                                                                       | |
| 2024年 10月26日 | 相模原ギオンフィールド（神奈川） | GLAY/go!go!vanillas/マキシマム ザ ホルモン/PEOPLE 1/Saucy Dog/Vansire | 2024年1月のデビュー15周年を記念し、キャリア最大規模の野外フェス形式で2days開催。相模原市は川上と白井の出身地である。                               |
| 2024年 10月27日 | 相模原ギオンフィールド（神奈川） | Kroi/MAN WITH A MISSION/sumika/WANIMA/WurtS/04 Limited Sazabys        | 2024年1月のデビュー15周年を記念し、キャリア最大規模の野外フェス形式で2days開催。相模原市は川上と白井の出身地である。                               |
| 2025年          |                                  |                                                                       | |
| 11月1日         | 相模原ギオンフィールド           |                                                                       | |
| 11月2日         | 相模原ギオンフィールド           |                                                                       | |

ファンクラブ限定ライブ
- ファンクラブ[ALEXANDROS]CREW会員限定ライブ。

| 日程           | 会場                   | 備考                                                                                        |
| -------------- | ---------------------- | ------------------------------------------------------------------------------------------- |
| 2016年04月18日 | 梅田 CLUB QUATTRO      | 東名阪ツアー形式                                                                            |
| 2016年04月19日 | 名古屋 CLUB QUATTRO    | 東名阪ツアー形式                                                                            |
| 2016年04月23日 | 渋谷 CLUB QUATTRO      | 東名阪ツアー形式                                                                            |
| 2016年11月14日 | TSUTAYA O-EAST         | 全国ツアー・V.I.P. Partyに先駆けての公演 (公開ゲネプロ)                                     |
| 2017年06月30日 | 川崎CLUB CITTA'        | 全国ツアー・V.I.P. Partyに先駆けての公演 (公開ゲネプロ)                                     |
| 2017年11月30日 | 新宿 BLAZE             | 全国ツアー・V.I.P. Partyに先駆けての公演 (公開ゲネプロ)                                     |
| 2018年08月13日 | 横浜 BAYHALL           | 全国ツアー・V.I.P. Partyに先駆けての公演 (公開ゲネプロ)                                     |
| 2018年11月28日 | 新木場STUDIO COAST     | 全国ツアー・V.I.P. Partyに先駆けての公演 (公開ゲネプロ)                                     |
| 2018年11月29日 | 新木場STUDIO COAST     | 全国ツアー・V.I.P. Partyに先駆けての公演 (公開ゲネプロ)                                     |
| 2019年09月03日 | 大阪 BIGCAT            | 名阪ツアー形式                                                                              |
| 2019年11月25日 | 名古屋 DIAMOND HALL    | 名阪ツアー形式                                                                              |
| 2019年12月26日 | Billboard Live TOKYO   | 12/26以降の年末パーティー                                                                   |
| 2021年03月16日 | LINE CUBE SHIBUYA      |                                                                                             |
| 2021年10月08日 | 川崎CLUB CITTA'        |                                                                                             |
| 2021年12月24日 | 天王洲・寺田倉庫E‐HALL | Yoohei Kawakami's #room665 at Warehouse TERRADA supported by Panasonic 川上洋平初ソロライブ |
| 2021年12月25日 | 天王洲・寺田倉庫E‐HALL | Yoohei Kawakami's #room665 at Warehouse TERRADA supported by Panasonic 川上洋平初ソロライブ |

その他 
| 日程           | 会場 | 備考 |
| -------------- | --- | --- |
| 2012年5月19日  | 沖縄 桜坂セントラル | BIGMAMAとのツーマンライブ |
| 2013年7月2日   | TOWER RECORDS渋谷 B1 CUTUP STUDIO                                                                                              | インストアミニライブ |
| 2014年12月5日  | THE WALL TAIPEI (台湾) | 台湾での初のワンマンライブ |
| 2015年6月17日  | 代々木公園野外ステージ | 「[Alexandros] free live Back in Yoyogi Park! 」 アルバム「ALXD」発売記念のフリーライブ |
| 2016年8月23日  | 新木場STUDIO COAST | 「[Alexandros] ＆Blossoms」 イギリスのバンドBlossomsとのツーマンライブ |
| 2016年11月10日 | 六本木ヒルズアリーナ | 「[Alexandros] EXIST! Launch Party」 アルバム「EXIST!」発売記念のフリーライブ |
| 2018年9月22日  | KL Live | 「[ALEXANDROS] Live in Kuala Lumpur 2018」 マレーシアでの初のワンマンライブ |
| 2020年3月17日  | 青山学院記念館 | 「[Alexandros] 10th Anniv.Live at Aoyama Gakuin University 〜Back In School! 〜」(中止) デビュー10周年企画の第1弾として、母校・青山学院大学での凱旋ライブ。 新型コロナウイルス感染拡大防止の為、公演中止となった。 |
| 2020年3月18日  | 青山学院記念館 | 「[Alexandros] 10th Anniv.Live at Aoyama Gakuin University 〜Back In School! 〜」(中止) デビュー10周年企画の第1弾として、母校・青山学院大学での凱旋ライブ。 新型コロナウイルス感染拡大防止の為、公演中止となった。 |
| 2020年6月20日  | オンライン生配信 | 「Party in ur Bedroom」 初の無観客生配信ライブ（2日目はファンクラブ限定） |
| 2020年6月21日  | オンライン生配信 | 「Party in ur Bedroom」 初の無観客生配信ライブ（2日目はファンクラブ限定） |
| 2021年3月20日  | *幕張メッセ国際展示場9～11ホール『「[Alexandros] 10th ANNIVERSARY LIVE at 国立代々木競技場 第一体育館 "Where's My Yoyogi?"」』 | 「[Alexandros] 10th ANNIVERSARY LIVE at 国立代々木競技場 第一体育館 "Where's My Yoyogi?"」 デビュー10周年の締めくくりと、Dr.庄村の勇退ライブとして、当初は2021年1月19,20日に開催予定であった。 しかし、新型コロナウイルス感染拡大による緊急事態宣言発令により、会場を幕張メッセへと移し延期開催となった。奇しくも3月21日は庄村の誕生日であり、終演後にはオンラインでの送別会兼誕生日会が行われた。このライブをもって、2020年1月の勇退発表から約1年2ヶ月越しに庄村は正式にバンドを勇退した。 |
| 2021年3月21日  | *幕張メッセ国際展示場9～11ホール『「[Alexandros] 10th ANNIVERSARY LIVE at 国立代々木競技場 第一体育館 "Where's My Yoyogi?"」』 | 「[Alexandros] 10th ANNIVERSARY LIVE at 国立代々木競技場 第一体育館 "Where's My Yoyogi?"」 デビュー10周年の締めくくりと、Dr.庄村の勇退ライブとして、当初は2021年1月19,20日に開催予定であった。 しかし、新型コロナウイルス感染拡大による緊急事態宣言発令により、会場を幕張メッセへと移し延期開催となった。奇しくも3月21日は庄村の誕生日であり、終演後にはオンラインでの送別会兼誕生日会が行われた。このライブをもって、2020年1月の勇退発表から約1年2ヶ月越しに庄村は正式にバンドを勇退した。 |
| 2023年9月10日  | *Zepp Shinjuku (TOKYO) / 新宿BLAZE / 新宿MARZ                                                                                  | 『UKFC on the Road 2023』新木場STUDIO COASTの閉館後の全く新しい形で開催。3会場での出入り自由、サーキットイベント。会場間のアクセスが良好な3会場なイベントを開催。 |
| 2025年4月28日  | *恵比寿ガーデンホール | 『"PROVOKE" LAUNCH PARTY』 9thアルバム『PROVOKE』の発売を記念して開催。 |

 Welcome !［Champagne］・Welcome !［Alexandros］LIVE 
- レギュラー番組『Welcome!［Champagne］』、『 Welcome  ! ［Alexandros］』にゲスト出演したアーティストを招いたイベント。

 Welcome !［Champagne］LIVE 
| 日程          | 会場            | ゲスト |
| ------------- | --------------- | --- |
| 2014年1月13日 | 川崎CLUB CITTA' | ホリエアツシ（ストレイテナー）/金井政人（BIGMAMA）/志磨遼平（ドレスコーズ ）/斎藤宏介（ UNISON SQUARE GARDEN ） |

 Welcome!［Alexandros］LIVE 
| 日程          | 会場                            | ゲスト                                                                                                 |
| ------------- | ------------------------------- | --- |
| 2015年2月10日 | 湊町リバープレイス内なんばHatch | 稲村太佑（アルカラ）/ハヤシ（POLYSICS ）/Masato（coldrain ）/光村龍哉（ NICO Touches the Walls ）      |
| 2015年2月12日 | 新木場STUDIO COAST              | 稲村太佑（アルカラ）/ハヤシ（POLYSICS）/Masato（coldrain）/川谷絵音（ indigo la End/ゲスの極み乙女。） |
| 2016年3月7日  | 湊町リバープレイス内なんばHatch | 内澤崇仁（androp）/ 金廣真悟（グッドモーニングアメリカ）/ 高橋優                                       |
| 2016年3月8日  | Zepp Nagoya                     | 内澤崇仁（androp）/ 金廣真悟（グッドモーニングアメリカ）/ 大木伸夫（ACIDMAN）                          |
| 2016年3月10日 | 新木場STUDIO COAST              | 内澤崇仁（androp）/ 金廣真悟（グッドモーニングアメリカ）/ 菅原卓郎(9mm Parabellum Bullet)              |

## 受賞歴
| 年     | 賞                             | 受賞                                                                  |
| ------ | ------------------------------ | --------------------------------------------------------------------- |
| 2016年 | 第30回日本ゴールドディスク大賞 | ニュー・アーティスト・オブ・ザ・イヤー（邦楽部門）                    |
| 2016年 | MTV VMAJ 2016                  | 最優秀ロックビデオ賞／Best Rock Video「Swan」                         |
| 2016年 | SPACE SHOWER MUSIC AWARDS 2016 | BEST ROCK ARTIST（もっとも優れたロックアーティストに授与される賞）    |
| 2017年 | SPACE SHOWER MUSIC AWARDS 2017 | PEOPLE’S CHOICE（一般投票によって決定し授与される優秀アーティスト賞） |
| 2017年 | 第9回CDショップ大賞 2017       | 入賞『EXIST!』                                                        |
| 2019年 | SPACE SHOWER MUSIC AWARDS 2019 | BEST GROUP ARTIST（最も活躍したグループアーティストに授与される賞)    |